# Listrognathus keralensis
Listrognathus keralensis là một loài tò vò trong họ Ichneumonidae.